# Tschechoslowakische selbständige gepanzerte Brigade
Die Tschechoslowakische selbständige gepanzerte Brigade (tschechisch: Československá samostatná obrněná brigáda, englisch: Czechoslovak Independent Armoured Brigade Group, abgekürzt CIABG) war eine tschechoslowakische Kampfeinheit der Tschechoslowakischen Exilarmee während des Zweiten Weltkrieges, die 1943 in Großbritannien formiert wurde und am Rande der Operation Overlord - der Invasion in der Normandie - an den Kampfhandlungen teilnahm.

## Entstehung
Die gepanzerte Brigade entstand durch Zusammenlegung einiger bereits existierenden Formationen. Aus den Resten der 1940 aus Frankreich evakuierten 1. tschechoslowakischen Division (1. československá divize) wurde am 12. August 1940 in Cholmondeley die 1. tschechoslowakische gemischte Brigade (1. československá smíšená brigáda) gebildet, die im Juli 1941 vorläufig in die Tschechoslowakische selbständige Brigade (Československá samostatná brigáda) reorganisiert wurde; nachdem sie im Juli 1943 Panzer erhielt, wurde sie zum 1. September 1943 unter Eingliederung des Tschechoslowakischen leichten Flugabwehrregiments 200 - Ost (Československý lehký protiletadlový pluk 200 - Východní) zur Tschechoslowakische selbständige gepanzerte Brigade zusammengelegt. Die Einheit wurde mit Panzer der Typen Cromwell, Cruiser Challenger, Crusader, Sherman Firefly und M5 Stuart sowie mit gepanzerten Transportern ausgerüstet. Den Oberbefehl erhielt der General Alois Liška. Nach der Invasion in der Normandie wurde die Brigade mit ihren insgesamt 306 Panzern zwischen dem 30. August und dem 9. September 1944 in den Raum Dünkirchen in Frankreich verschifft.

## Einsatz
Das Oberkommando der 21. Heeresgruppe, dem die Tschechoslowakische selbständige Panzerbrigade unterstand, zögerte lange Zeit, diese an der Front einzusetzen, aus Furcht, bei größeren Verlusten könnte die Einheit mangels Nachschub von Soldaten kampfunfähig werden, wie es zuvor mit der 1. polnischen Panzerdivision passiert war. Die Brigade befand sich zuerst nur in der zweiten Linie in Bereitschaft. Ab dem 5. Oktober 1944 wurde sie mit der Belagerung von Dünkirchen beauftragt, ersetzte dort die britischen Einheiten und wurde neben einigen kleineren kanadischen und französischen Einheiten zur Hauptstreitmacht bei der Belagerung. Die Hauptaufgabe bestand darin, einen Ausbruch der Wehrmacht aus der Garnison und folgende Störaktionen zu verhindern. Der Hafen und die Festung waren sehr gut bewaffnet und mit Vorräten versorgt, während es den belagernden Einheiten an Flugzeugen und anderem Gerät mangelte, was eine Erstürmung stark erschwerte. Diese Situation dauerte bis zum Ende des Krieges. Am 9. Mai 1945 nahm General Liška aus den Händen des Vizeadmirals Friedrich Frisius, dem Kommandanten der "Festung Dünkirchen", die Kapitulation entgegen.
Ende April 1945 unterstanden dem Kommando des Generals Liška 6.200 tschechoslowakische, 4.400 kanadische und britische sowie 3.200 französische Soldaten; die Verluste der tschechoslowakischen Brigade betrugen 182 gefallene Soldaten.
Ende April wurde eine kleine symbolische Gruppe, bestehend aus 140 Soldaten unter dem Kommando des Oberst Alois Sítek, Teil der Third United States Army, mit der sie am 1. Mai 1945 die tschechoslowakische Grenze überschritt und in Cheb auf dem Rathaus die Fahne hisste. Am 6. Mai erreichte sie vorübergehend Pilsen und erst am 12. Mai 1945 Prag. Das Gros der Brigade mit 6.500 Soldaten, 300 Panzern, 230 gepanzerten Fahrzeugen und 1.300 sonstigen Fahrzeugen sowie 96 Geschützen wurde in der Zeit vom 12. Mai bis 22. Mai 1945 in die Tschechoslowakei transportiert. Die Einheiten mussten jedoch in der amerikanischen Okkupationszone bleiben und durften erst nach einer Sondergenehmigung des sowjetischen Kommandanten von Prag am 30. Mai 1945 nach Prag reisen. Nach einer Umbenennung zum 1 Panzerkorps wurde die Brigade im Spätsommer 1945 aufgelöst.